# Mechtersen
Mechtersen (plattdüütsch: Mechtsen) ist eine niedersächsische Gemeinde in der Samtgemeinde Bardowick im Landkreis Lüneburg. Laut dem Mechtersen-Lied liegt der Ort „nur ne viertel Stunde“ von Lüneburg und Vögelsen entfernt. Mit einer Fläche von 14,42 km² ist es in der Samtgemeinde zwar die drittgrößte Gemeinde, hat aber auch mit etwa 650–700 Einwohnern die kleinste Einwohnerzahl. Ältere Namen sind wohl Mechtrikeshusen, Mechtriksen und Mechtenhusen.

## Geografie

### Geografische Lage
Mechtersens Landwirte betrieben schon früh Plaggenhieb im Norden der Gemeinde und in der Nachbargemeinde Radbruch. Außerdem befindet sich im Süden eine Mergelkuhle, an der sich die Mechterser bis ins 20. Jahrhundert bedienten. Der Mergel wurde genutzt, um sauren Boden zu verbessern.
Mechtersen ist landwirtschaftlich geprägt und zu einem Reiterort geworden. Durch seine ländliche Idylle kommen viele Städter nach Mechtersen. Aufgrund der Lage am Urstromtal der Elbe liegt es an der Grenze von Marsch zu Geest, was an den Flurnamen rund um Mechtersen erkennbar ist. Die Gemeinde liegt im Norden der Lüneburger Heide. Im Süden des Ortes ist ein Heidegebiet vorhanden.
Beispiele an Flurnamen sind:
- Auf dem Meere und Bruchweg
- Dachtmisser Berg und Im Brink
- Heidkamp

### Nachbargemeinden
Im Uhrzeigersinn hat Mechtersen diese Nachbargemeinden:
Radbruch, Vögelsen, Reppenstedt, Kirchgellersen und die Reppenstedter Exklave Dachtmisser Bruch.

## Geschichte

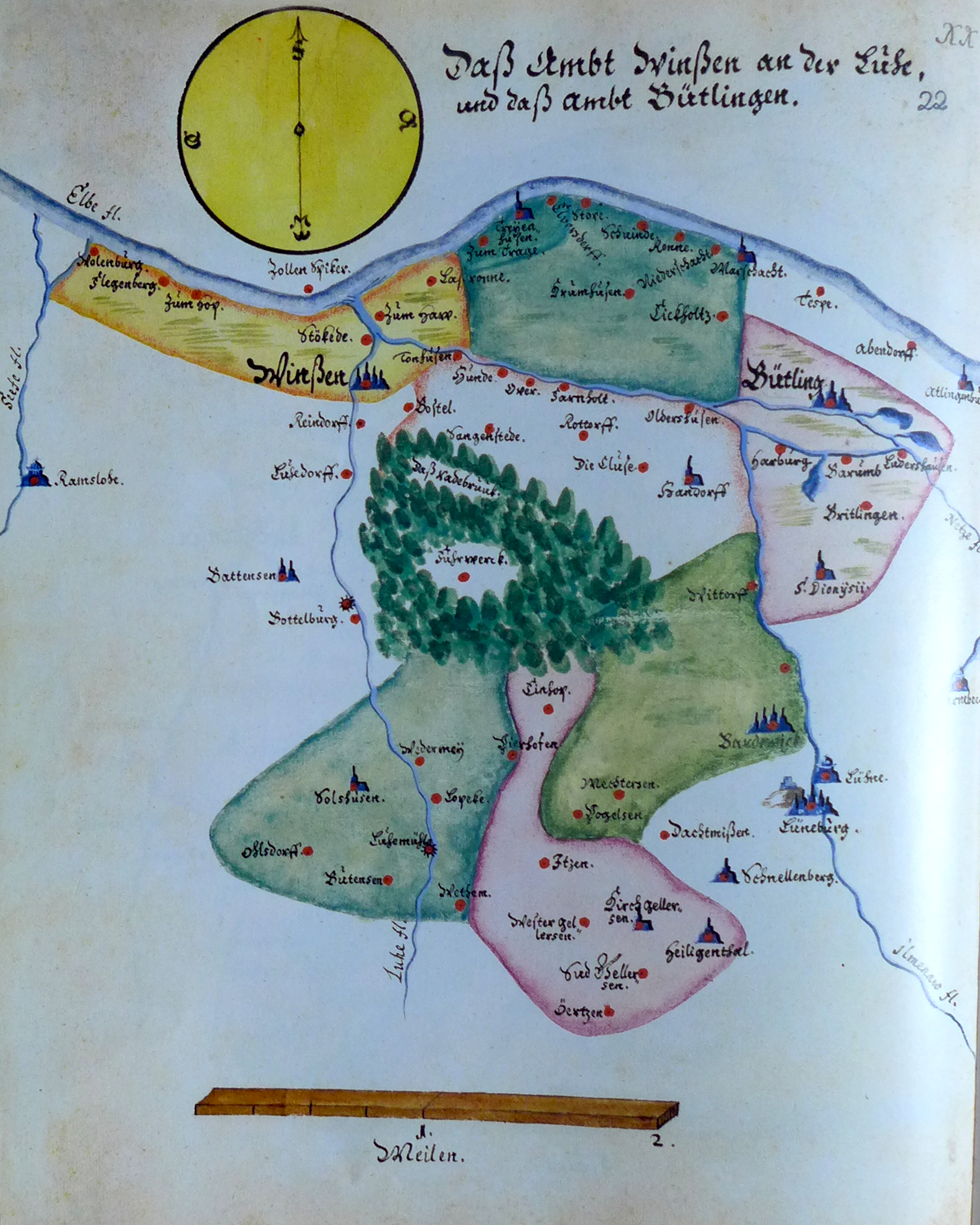
Das Amt Winsen (Luhe) um 1600

Die erste urkundliche Erwähnung findet sich am 21. Mai 1158. Hier entschied Bischof Hermann von Verden über den Decima in Mechtersen. Er fiel zu zwei Dritteln den Kanonikern und einem Drittel dem Propst in Bardowick zu. Als Johann und Lambert von Mechtersen 1300 starben, hinterließen sie ihre Güter dem Bardowicker Stift. Vor allem dieser und die Familie von Meding waren bis 1844 Grundherren der Mechterser Höfe. Im Jahr 1430 liegt die erste Erwähnung der Vogtei Bardowick. Zu dieser gehörte Mechtersen – sowie Handorf, Vögelsen und Wittorf im sogenannten Sunderghude (Sondergut), das von dem Radbrucher Meyerhof verwaltet wurde – schon früh. Mitte des 18. Jahrhunderts bekam das Amt Winsen (Luhe) die Gerichtsbarkeit über Mechtersen vom Patrimonialgericht Schnellenberg. 1852 ging Mechtersen an das Amt Lüne, 1885 an den neu gegründeten Landkreis Lüneburg. 1969 schloss sich Mechtersen zusammen mit Bardowick und Vögelsen zur Samtgemeinde Bardowick innerhalb des Landkreises zusammen.
1780 wurde mit Lehrer Frantz Martin Röder erstmals eine Schule vor Ort genannt, die erst 1971 ihre Eigenständigkeit verlor.
Als Napoleons Truppen Anfang des 19. Jahrhunderts durch das Gebiet zogen, machten sie einen für Mechtersen wichtigen Verbindungsweg unpassierbar. Nachdem die Mechterser und Vögelser schließlich nach einigen Beschwerdebriefen an die Landdrostei als „Querulanten“ bezeichnet wurden, wurde der Weg am Ende doch auf Staatskosten erneuert.

## Bevölkerung

### Einwohnerentwicklung
Mechtersen ist im Vergleich zu den meisten seiner Nachbarorte im letzten Jahrhundert eher langsam gewachsen.
| Jahr | Einwohner |
| ---- | --------- |
| 1900 | 314       |
| 1939 | 347       |
| 1946 | 545       |
| 1964 | 433       |
| 1972 | 522       |
| 2013 | 691       |

### Persönlichkeiten, die vor Ort gewirkt haben
- Franz Fietz (* 1941), Lehrer und Politiker (u. a. Landrat)
- Kurd Albrecht von Ziegner (1918–2016), Oberst a. D., Dressurausbilder und Fachautor

### Personen, die mit der Gemeinde in Verbindung stehen
- Calvin Brackelmann (* 1999), Fußballspieler

## Religion
Kirchlich gehörte Mechtersen stets zur evangelisch-lutherischen Kirchengemeinde St. Peter und Paul in Bardowick.

## Politik
Die Gemeinde Mechtersen gehört zum Landtagswahlkreis 48 Lüneburg-Land und zum Bundestagswahlkreis 37 Lüchow-Dannenberg–Lüneburg.

### Gemeinderat
Der Rat der Gemeinde Mechtersen setzt sich derzeit aus 9 Ratsfrauen und Ratsherren zusammen.
|      | CDU           | Freie Liste Mechtersen (FLM) | SPD           | Bündnis 90/Die Grünen | Die Linke    | Gesamt  | Wahlbeteiligung |
| 2021 | 3             | 4                            | 1             | 1                     | -            | 9 Sitze | 73,1 %          |
|      | (34,3 %)      | (39,2 %)                     | (10,5 %)      | (16,1 %)              | -            |         |                 |
| 2016 | 4             | 3                            | 1             | 1                     | -            | 9 Sitze | 73,1 %          |
|      | (38,9 %)      | (32,9 %)                     | (15,3 %)      | (12,9 %)              | -            |         |                 |
| 2011 | 3             | 3                            | 2             | 0 (1)                 | -            | 8 Sitze |                 |
|      | (30,1 %)      | (30,0 %)                     | (26,6 %)      | (13,2 %)              | -            |         |                 |
| 2006 | 5             | 2                            | 2             | -                     | 0            | 9 Sitze |                 |
|      | (±0) (54,4 %) | (+2) (17,7 %)                | (−2) (23,0 %) | -                     | (±0) (4,9 %) |         |                 |

Stand: Kommunalwahl am 12. September 2021
Anmerkungen
1. ↑  Die einzige Listenkandidatin trat bereits vor der konstituierenden Sitzung von ihrem Mandat durch Umzug zurück.

### Bürgermeister
Auf der konstituierenden Sitzung am 17. November 2021 wurde Michael Schlüter (FLM) einstimmig vom Gemeinderat zum Bürgermeister gewählt. Nach § 106 NKomVG bestimmte der Rat außerdem Arndt Conrad von der Samtgemeinde Bardowick einstimmig zum Gemeindedirektor.
Bekannte Vorgänger als Gemeindevorsteher und Bürgermeister waren:
- Johann Westermann 1786 (Burmester)
- Hans Jürgen Schlüter 1831/32
- Johann Nicolaus Twesten 1856–1896
- Johann Jürgen Neben 1896–1908
- Carl Twesten 1908–1919
- Otto Basedau 1919–1938
- Louis Dohrs 1938–1940 (ab 1935 „Erster Beigeordneter“ unterschrieb 1937–1940 auch als Bürgermeister)
- Erich Twesten 1940–1946 (1947/1948 hauptamtlicher Gemeindedirektor)
- Adolf Pahl 1946–1947
- Carl Neben 1947–1948
- Erich Twesten 1948–1955
- Hermann Augner 1955–1968
- Gustav-Adolf Köhler 1968–1972
- Klaus Kuttrus 1972–1974
- Gerhard Brackelmann 1974–1976
- Gustav-Adolf Köhler 1976–1991
- Franz Fietz 1991–1996 CDU
- Rudolf Harms 1996–2011 CDU
- Uwe Luhmann 2011–2021 CDU

### Wappen
Der goldgelbe Hintergrund steht für die Sandflächen rund um Mechtersen. Die Sturzsparrenleiste bildet mit den beiden Seiten ein M als Initiale des Ortes. Darüber ein Zweiständerhaus mit Krüppelwalmdach und Windfedern mit nach innen gerichteten Pferdeköpfen. Unten eine geschlungene grüne Linie als Hinweis auf Grenze zwischen Marsch und Geest. Unter der Linie befindet sich eine Twickhacke, mit dieser wird der betriebene Plaggenhieb verdeutlicht.

## Kultur und Sehenswürdigkeiten

### Das Mechtersen-Lied
Das Mechtersen-Lied Weißt du nicht, wo Mechtsen liegt? ist Mechtersens eigene kleine Hymne. Es wird nach der Melodie des Studentenliedes Gold und Silber lieb ich sehr von August Schnezler gesungen.
Weißt du nicht, wo Mechtsen liegt?
| 1. Weißt du nicht, wo Mechtsen liegt? Mechtsen liegt im Grunde gar nicht weit von Lüneburg nur 'ne viertel Stunde. 2. Weißt du nicht, wo Mechtsen liegt? Mit den schönen Mädchen, schöner als in Lüneburg, in dem nahen Städtchen. | 3. Weißt du nicht, wo Mechtsen liegt? Mit den starken Männern, diese Männer hab’ ich gern, das sind große Kenner. 4. Weißt du nicht, wo Mechtsen liegt? Mechtsen liegt im Grunde gar nicht weit von Vögelsen, zu Fuß ’ne viertel Stunde. |

### Bauwerke
In Mechtersen finden sich noch einige alte Voll- und Halbhöfnerstellen. Viele Bauernhäuser, Ställe und Wirtschaftsgebäude stammen aus dem 19. Jahrhundert. Großteils sind sie in Zweiständerbauweise errichtet. Daneben gibt es noch viele Gebäude, die Ende des 19. Jahrhunderts und Anfang des 20. Jahrhunderts durch An- und Abbauern erbaut wurden.

### Naturdenkmäler
In der Mechterser Gemarkung liegt nordwestlich des Ortes das Naturschutzgebiet Wittsaal. 

### Sport
In Mechtersen hat der Reit- und Fahrverein Vögelsen-Mechtersen einen Reitplatz eingerichtet, auf dem regelmäßig größere Turniere stattfinden.
Außerdem gibt es im Ort eine Reitschule. Der TSV Mechtersen/Vögelsen betreibt in Mechtersen einen Fußballplatz. Neben Fußball gehören Turnen, Volleyball und Tischtennis zum Programm des Vereins. Der Schützenverein Mechtersen-Vögelsen hat im Ort ein Schützenhaus. Hier befinden sich Schießstände für Luftgewehre und Kleinkaliber.

### Regelmäßige Veranstaltungen

#### Osterfeuer
Ostern wird am Karsamstag das örtliche Osterfeuer angezündet.

#### Pfingstbaumpflanzen

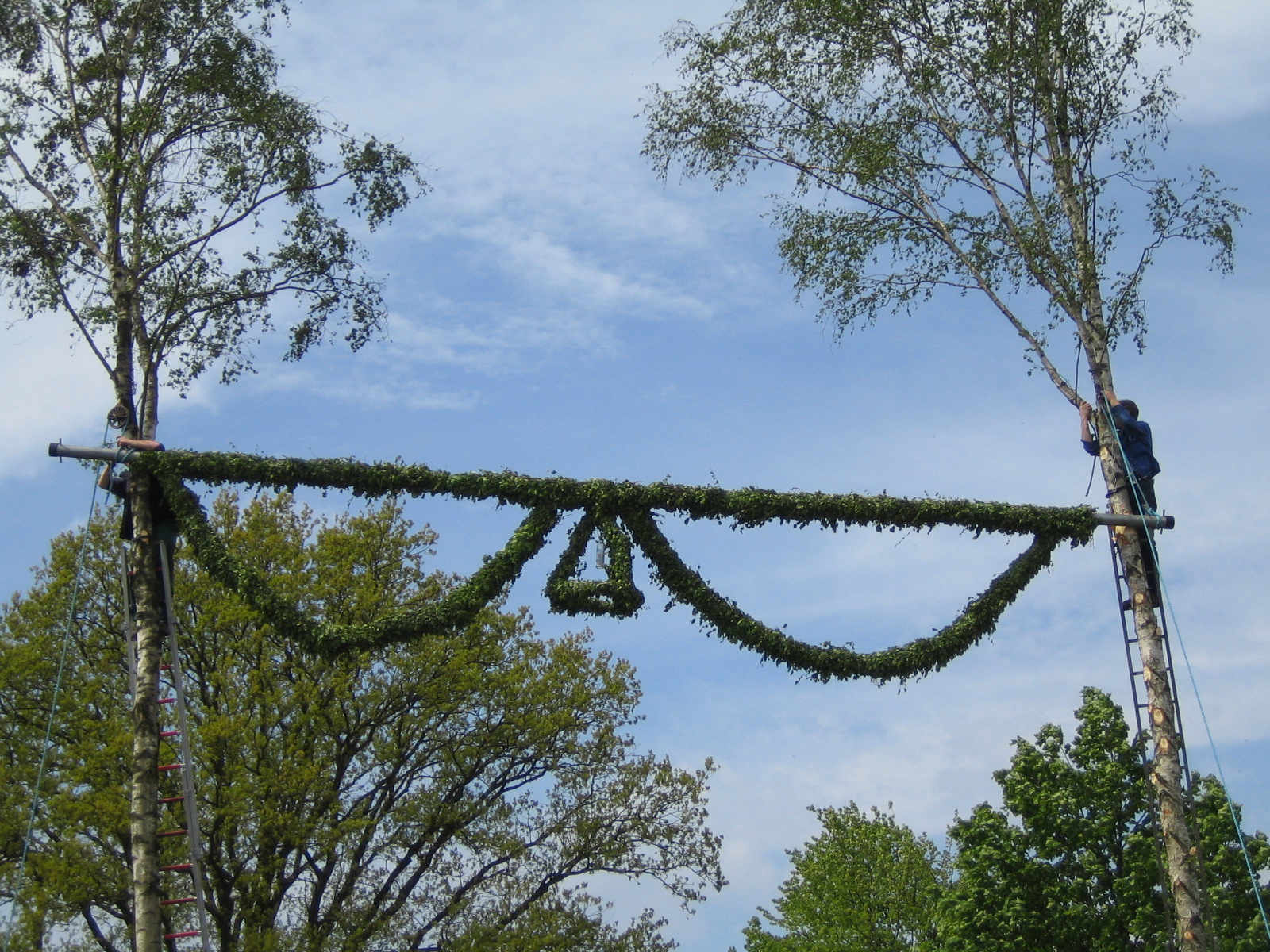
Girlande mit Laubkrone über der Ortseinfahrt

Zu Pfingsten gibt es in Mechtersen eine alte Tradition: das Pfingstbaumpflanzen. Es wird – genauso wie das Osterfeuer – von der Dorfjugend durchgeführt:
Am Freitag vor Pfingsten sammelt die Dorfjugend Eichenlaub und bindet daraus eine Girlande. In diese hängen sie eine Laubkrone, an die eine geleerte Kornflasche gebunden wird. Parallel dazu werden die Pfingtbäume (junge Birken) geschlagen.
Am Samstagmorgen wird die Girlande über der Ortseinfahrt zwischen zwei Birken aufgehängt. Hiernach muss jeder der die Girlande passieren will einen Obolus an die Ausrichter zahlen. Nachmittags werden die Pfingstbäume an die Dorfbewohner (an jedem Haus einen) verteilt. Dafür bekommt die Dorfjugend etwas Geld oder etwas (alkoholisches) zu trinken. Beim Verteilen ruft die Dorfjugend den plattdeutschen Text: „De Pingstbööm de wast“ (hochdeutsch: „Die Pfingstbäume die wachsen“).
Nach einer Woche wird die Girlande wieder abgenommen, und die Bäume können wieder von den Häusern entfernt werden.

#### Faslam

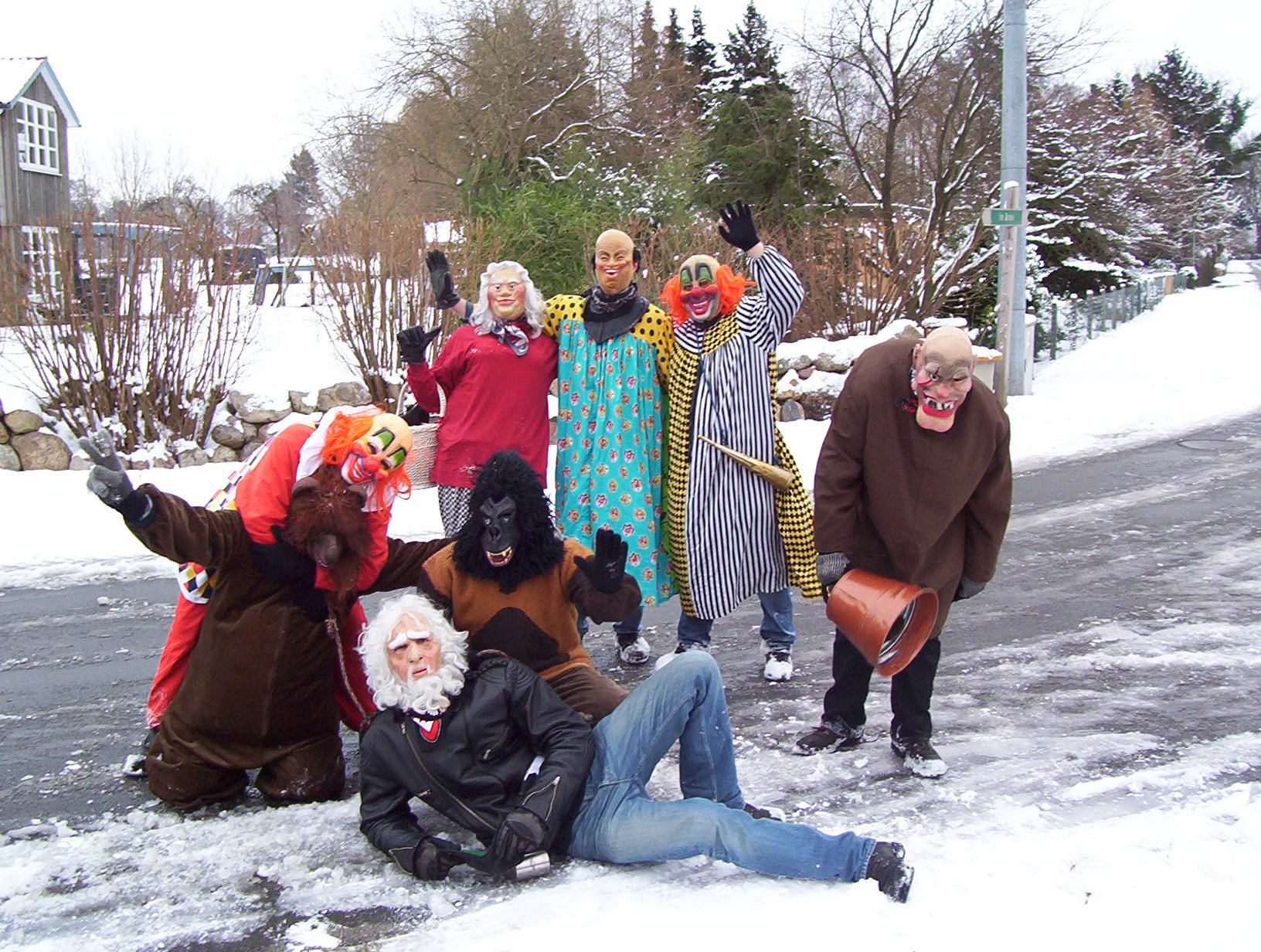
Faslam in Mechtersen

Seit 1975 findet – nach zehnjähriger Pause – wieder jedes Jahr die Faslamstour der Faslams' Brüder Mechtersen an einem Samstag kurz vor Aschermittwoch statt. Hierbei ziehen Mitglieder des Vereins verkleidet durch das Dorf und erschnorren Geld und Getränke. Von den Einnahmen werden unter anderem Kosten für Verpflegung der Tour gedeckt aber vor allem auch der Kinderfasching eine Woche später bezahlt.

#### Schützenfest
Jährlich wurde am Wochenende des zweiten Sonntags im September das Schützenfest des Schützenvereins Mechtersen-Vögelsen in einem der beiden Orte gefeiert. Nach Abnahme der Besucherzahlen und mehrfachem Ausbleiben eines Schützenkönigs wurde das Schützenfest nach und nach verkleinert und letztendlich eingestellt.

#### Fackel- und Laternenumzug
Bis in die 2000er veranstalteten die Freiwillige Feuerwehr Mechtersen und der Schützenverein jährlich am 2. Oktober einen Fackel- und Laternenumzug. Im Jahr 2014 fand erstmals ein von der Gemeinde und dem Verein Dorfstifter Mechtersen – ehemals Stiftung Mechtersen – organisierter Martinsumzug statt.

## Wirtschaft und Infrastruktur

### Kritische Infrastruktur
Die Freiwillige Feuerwehr Mechtersen ist eine Stützpunktfeuerwehr. Sie ist eine von neun Ortswehren der Samtgemeinde Bardowick. Zusammen mit den Ortswehren aus Vögelsen und Radbruch bildet sie einen Zug.

### Verkehr
In Mechtersen beginnt die Kreisstraße 21. Über die Buslinie 5009 ist Mechtersen mit der Kreisstadt Lüneburg verbunden. Zusätzlich dient die Linie 5404 dem Schulbetrieb.
Über die Mechterser Gemarkung verlief der Frachtweg, ab Mitte des 17. Jahrhunderts auch Postweg, von Lüneburg nach Hamburg.
Seit der Errichtung der Bahnstrecke Wittenberge–Buchholz im Jahr 1875 bis zur Einstellung des Verkehrs hat der Ort mit Bahnhof an der Strecke gelegen.

### Bildung
Ein Kindergarten befindet sich in der Gemeinde, die Grundschule ist in Vögelsen. Weiterführende Schulen sind in Bardowick und Lüneburg zu finden.